# Syrbach
De Syrbach (Luxemburgs: Syrbaach) is een beek in het Groothertogdom Luxemburg. De beek ontstaat ten noorden van het dorp Surré door het samenstromen van de Harelerbaach en de Bëtlerbaach en mondt uit in de Sûre. De Syrbach is 4,3 km lang en vormt 1,140 km lang de grens met België, tussen Tintange en Boulaide.
Zijstromen zijn de Hämicht, de Surbach en enkele kleine naamloze beekjes.